# Eboue Kouassi
Jules Christ Kouassi Eboue (Abidjan, 13 december 1997) is een Ivoriaans voetballer die bij voorkeur als defensieve middenvelder speelt. Hij tekende in mei 2020 een vierjarig contract bij het Belgische KRC Genk dat hem definitief overnam na een huurperiode.

## Clubcarrière

### Begin profcarrière
Eboue verruilde in 2014 het Ivoriaanse Académie Symbiose Foot d'Abobo voor het Armeense Sjirak Gjoemri. In 2016 trok hij naar het Russische FK Krasnodar. Op 21 mei 2017 debuteerde hij in de Premjer-Liga tegen Amkar Perm. In zijn tweede seizoen speelde de Ivoriaan negen competitieduels.

### Celtic FC
In januari 2017 werd hij voor 3,5 miljoen euro verkocht aan Celtic. Op 19 maart 2017 debuteerde hij in de Schotse competitie tegen Dundee. Door veel blessureleed slaagde hij er niet in om volledig door te breken bij de Schotse club. Mede door deze blessures kwam Kouassi in zijn drie jaar bij de club slechts in 12 competitiewedstrijden in actie. Wel won hij een heel aantal prijzen met Celtic, 3 landstitels en 2 keer de Schotse beker en Schotse League Cup.

### KRC Genk
In januari 2020 werd bekend dat Kouassi voor een half seizoen werd uitgeleend aan de Belgische eersteklasser KRC Genk. Genk bedwong ook een optie om hem na deze huurperiode definitief over te nemen. Kouassi kwam uiteindelijk maar aan 4 competitieduels voor Genk doordat de competitie midden maart moest stopgezet worden door de coronacrisis. In deze 4 optredens wist hij Genk toch te overtuigen van zijn kwaliteiten. Op 25 mei 2020 werd bekendgemaakt dat Genk hem definitief aankocht. Kouassi tekende een contract tot juni 2024.
Tijdens het begin van het nieuwe seizoen 2020-21 is Kouassi een basisspeler geworden in het elftal van trainer Hannes Wolf. Na het ontslag van Wolf en onder meer de terugkeer uit blessures van centrale middenvelders Bryan Heynen en Kristian Thorstvedt verloor hij echter zijn basisplaats.

## Clubstatistieken
| Seizoen | Club         | Land               | Competitie           | Competitie | Competitie | Beker | Beker | Internationaal | Internationaal | Totaal | Totaal |
| Seizoen | Club         | Land               | Competitie           | Wed.       | Dlp.       | Wed.  | Dlp.  | Wed.           | Dlp.           | Wed.   | Dlp.   |
| ------- | ------------ | ------------------ | -------------------- | ---------- | ---------- | ----- | ----- | -------------- | -------------- | ------ | ------ |
| 2015/16 | FK Krasnodar | Vlag van Rusland   | Premjer-Liga         | 1          | 0          | 0     | 0     | 0              | 0              | 1      | 0      |
| 2016/17 | FK Krasnodar | Vlag van Rusland   | Premjer-Liga         | 9          | 0          | 0     | 0     | 9              | 1              | 18     | 1      |
| 2016/17 | Celtic FC    | Vlag van Schotland | Scottish Premiership | 4          | 0          | 1     | 0     | 0              | 0              | 5      | 0      |
| 2017/18 | Celtic FC    | Vlag van Schotland | Scottish Premiership | 6          | 0          | 3     | 0     | 3              | 0              | 12     | 0      |
| 2018/19 | Celtic FC    | Vlag van Schotland | Scottish Premiership | 2          | 0          | 1     | 0     | 2              | 0              | 5      | 0      |
| 2019/20 | Celtic FC    | Vlag van Schotland | Scottish Premiership | 0          | 0          | 0     | 0     | 0              | 0              | 0      | 0      |
| 2019/20 | → KRC Genk   | Vlag van België    | Jupiler Pro League   | 4          | 0          | 0     | 0     | 0              | 0              | 4      | 0      |
| 2020/21 | KRC Genk     | Vlag van België    | Jupiler Pro League   | 17         | 0          | 0     | 0     | —              | —              | 17     | 0      |
| Totaal  | Totaal       | Totaal             | Totaal               | 43         | 0          | 5     | 0     | 14             | 1              | 62     | 1      |

## Interlandcarrière

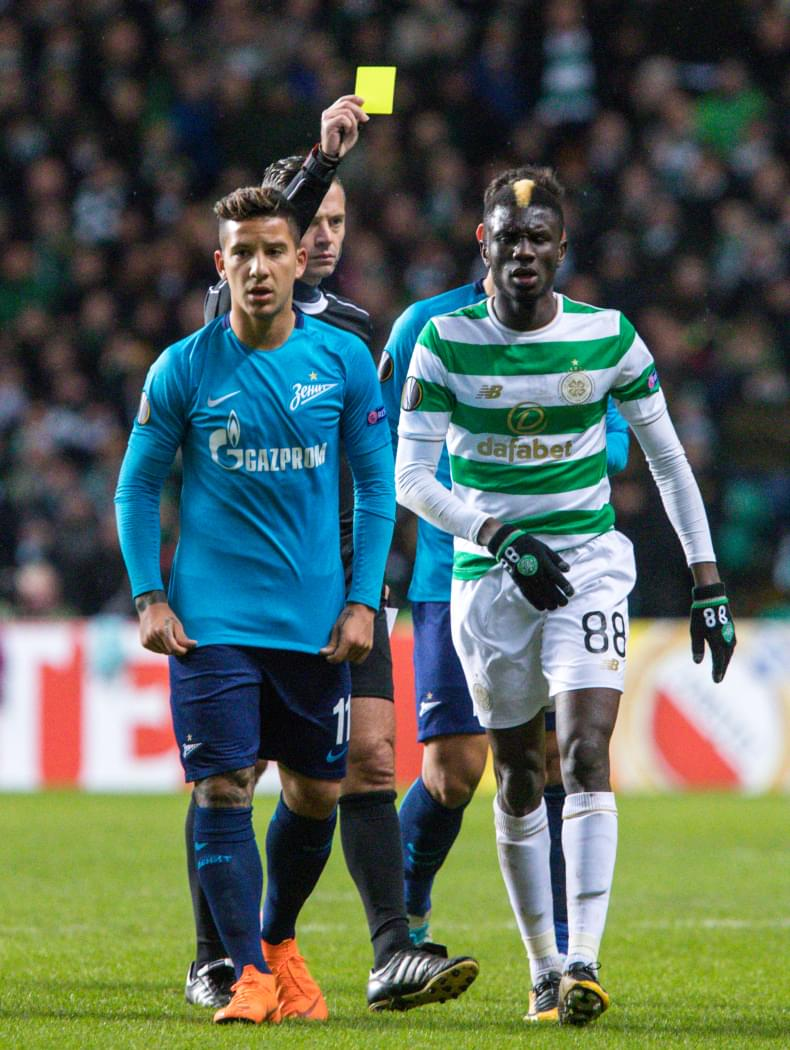
Kouassi met Celtic in 2017 tegen Zenit Sint-Petersburg.

In november 2016 werd Kouassi voor het eerst opgeroepen voor het Ivoriaans voetbalelftal. Bondscoach Michel Dussuyer nam hem op in zijn selectie voor de WK-kwalificatiewedstrijd tegen Marokko. Kouassi mocht echter niet debuteren in deze wedstrijd. In maart 2017 werd hij opnieuw opgeroepen voor de oefeninterland tegen Rusland, dit keer onder leiding van de nieuwe Ivoriaanse bondscoach Ibrahim Kamara. Kouassi kreeg opnieuw echter geen speelminuten. Nadien was er, mede door veel blessureleed, geen plaats meer voor Kouassi in de Ivoriaanse selectie.

## Palmares
| Competitie              |        |                           |        |        |
| Competitie              | Aantal | Jaren                     |        |        |
| Celtic                  | Celtic | Celtic                    | Celtic | Celtic |
| ----------------------- | ------ | ------------------------- | ------ | ------ |
| Scottish Premier League | 3      | 2016/17, 2017/18, 2018/19 |        |        |
| Scottish Cup            | 2      | 2016/17, 2017/18          |        |        |
| Scottish League Cup     | 2      | 2017/18, 2018/19          |        |        |
| KRC Genk                |        |                           |        |        |
| Beker van België        | 1×     | 2020/21                   |        |        |